# Kirovgrad
Kirovgrad (rusky Кировград) je město ve Sverdlovské oblasti v Ruské federaci. Při sčítání lidu v roce 2010 mělo přes jednadvacet tisíc obyvatel.

## Poloha a doprava
Kirovgrad leží na východní straně Středního Uralu na Nějvě, levé zdrojnici Nicy v povodí Tury. Od Jekatěrinburgu, správního střediska oblasti, je vzdálen přibližně sto kilometrů severozápadně.
Do Kirovgradu vede devítikilometrová pobočná trať z trati Perm – Kušva.

## Dějiny
Vesnice Kalataj, později Kalata, je zde doložena už od 17. století. Nejčastěji udávaným datem založení osady je rok 1661, některé zdroje udávají rok 1663 nebo 1675. Podle ruského sčítání obyvatelstva z roku 1808, existovala osada Kalata - tento rok je městskou radou oficiálně uznáván jako rok založení města. V roce 1812 byla poblíž Kalaty nalezena měď a o několik let později se začalo s těžbou. V letech 1910–1912 byla uvedena do provozu měděná huť Kalatinský závod a v roce 1932 byla Kalata povýšena na město. V roce 1935 byla přejmenovaná na Kirovgrad k poctě zavražděného sovětského státníka Sergeje Mironoviče Kirova.

### Rodáci
- Galina Vladimirovna Kurljandskaja (* 1961), fyzička
- Vadim Nikolajevič Venediktov (1937-2020), sovětský a ruský dirigent, zasloužilý umělec